# Норуа-ле-Бур
Норуа-ле-Бур (фр. Noroy-le-Bourg) — коммуна во Франции, находится в регионе Франш-Конте. Департамент — Верхняя Сона. Административный центр кантона Норуа-ле-Бур. Округ коммуны — Везуль.
Код INSEE коммуны — 70390.

## География
Коммуна расположена приблизительно в 330 км к юго-востоку от Парижа, в 50 км северо-восточнее Безансона, в 12 км к востоку от Везуля.
Половину территории коммуны занимают леса.

## Население
Население коммуны на 2010 год составляло 482 человека.
| 1962 | 1968 | 1975 | 1982 | 1990 | 1999 | 2010 |
| ---- | ---- | ---- | ---- | ---- | ---- | ---- |
| 508  | 533  | 508  | 511  | 506  | 484  | 482  |

## Экономика
В 2010 году среди 326 человек трудоспособного возраста (15—64 лет) 231 были экономически активными, 95 — неактивными (показатель активности — 70,9 %, в 1999 году было 69,6 %). Из 231 активных жителей работали 216 человек (121 мужчина и 95 женщин), безработными было 15 (6 мужчин и 9 женщин). Среди 95 неактивных 24 человека были учениками или студентами, 43 — пенсионерами, 28 были неактивными по другим причинам.

## Достопримечательности
- Здание, в котором располагаются мэрия, школа и суд (1862 год). Исторический памятник с 2005 года[3]

## Фотогалерея
- Мэрия — школа — суд
- Карта коммуны